# Kazuhito Tadano
Kazuhito Tadano (多田野数人 Tadano Kazuhito) (Tóquio, 25 de Abril de 1980), apelidado como Kaz Tadano, é um jogador de beisebol japonês, Pornografia ator. É arremessador destro do Hokkaido Nippon Ham Fighters. Tadano teve passagens pela Major League Baseball pelo Cleveland Indians e pelo Oakland Athletics.